# 頭端式ホーム

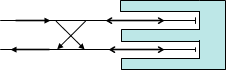
頭端式ホームの一例（模式図）

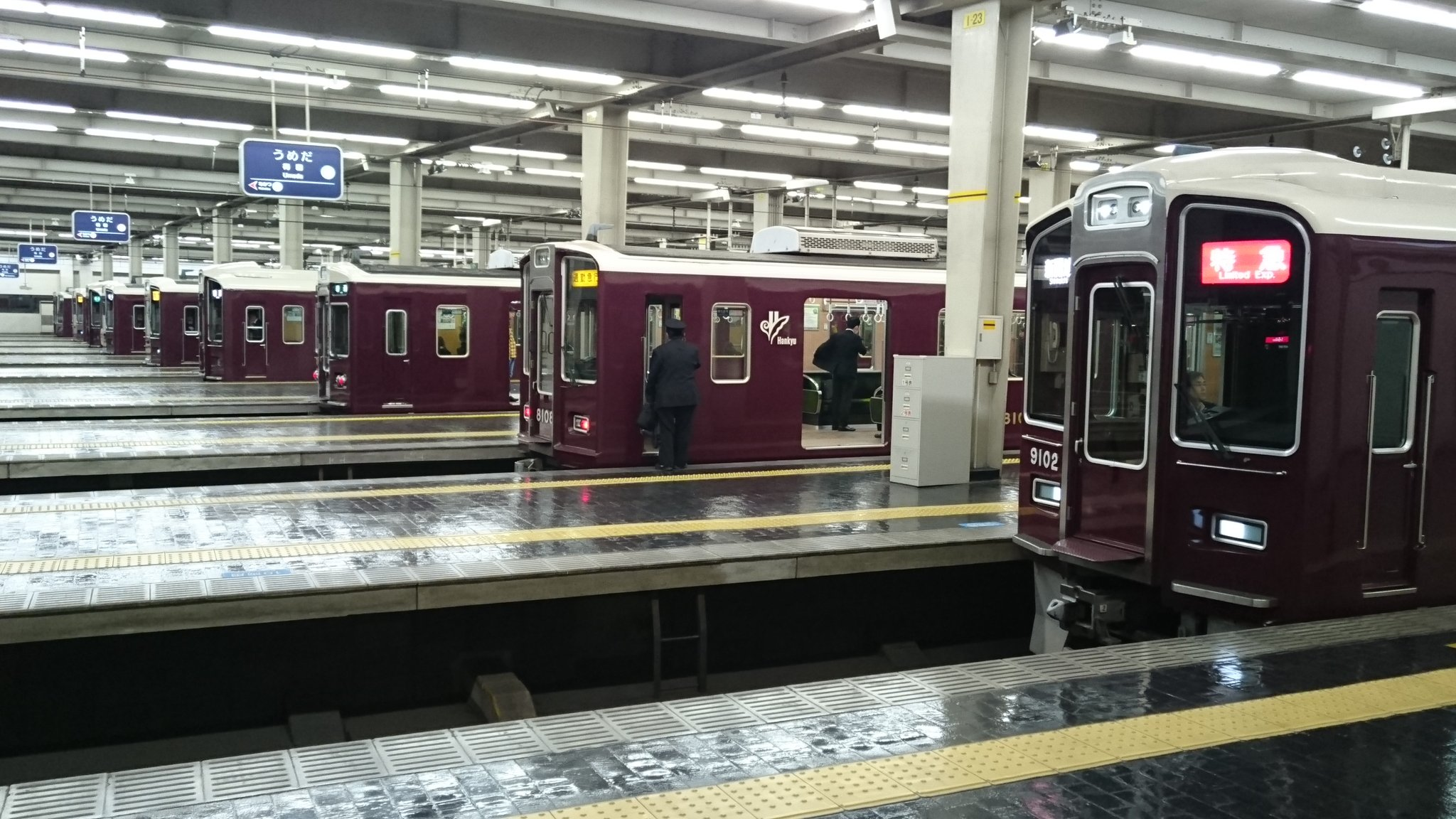
10面9線で日本の頭端式ホームでは最大の規模の阪急大阪梅田駅

頭端式ホーム（とうたんしきホーム、英語: bay platform）とは、線路終端側に向けて旅客流動のある（改札口や階段等がある）プラットホームのことをいう。
路線の起終点駅またはスイッチバック駅においてみられる形態であり、ホームの線路終端側で、旅客が歩行する通路の横に車止めがある。なお駅構内の複数のホームのうち一部のみがこの形状となっている場合もある。
また、並行した2面以上のホームを持つ場合、上空から見ると、「コ」又は「ヨ」の字にプラットホームが形成されており、その形状から櫛形ホーム（くしがたホーム）とも言われている。

## 概要
主に、ヨーロッパ各地の中央駅やターミナル駅に見られ、日本も私鉄又は私鉄に源を発する路線に見られることが多い。ターミナル駅のほかに中間駅にも存在するケースがある。また、地上駅以外にも高架駅や地下駅にも存在し、さらには地下と地上の2層構造になっている駅もある。
頭端式ホームは貨物駅にも存在する。この場合、ホームに入る際は機関車を最後部に付替え、推進運転で入線する。国鉄時代は誘導員を乗車させるため先頭に控車を連結させることもあった。

## 利点と欠点
本節は頭端式ホームと同一平面の行止まり側に、改札口等の駅施設が設置されている駅を想定して記述する。
頭端式ホームの部分は必然的に始発・終着駅（線路が一方向のみに伸びる場合）又はスイッチバック駅（線路が二方向以上に伸びる場合）となるため、それぞれの駅の特徴を併せ持つことになる。

### 利点
- 上下移動が無いため、必然的にバリアフリーに対応しやすい[5]。列車本数がそれ程多くない始発・終着駅の場合、構造物の少なさやバリアフリー化、機回しを必要とする客車列車廃止等の観点から、通過式ホームから頭端式ホームに改造される場合もある。
- 改札内に階段も設置する必要がないため、構造物が少なく、構内の見通しが良い[5]。
- ホーム頭端部がつながっているため、その全幅に渡り改札を横一列に並べることで、階段を使用せず乗降客をスムーズに捌くことが可能[5]。
- ホームのつながっている部分が各ホームの共有スペースとなり、商業施設や休憩所などを置く事ができる。
- 乗車用と降車用でホームを分けることも容易になるため、人の流れをスムーズにしやすい（阪神大阪梅田駅、阪急大阪梅田駅など多数）[5]。
- 線路は駅から片方向にのみ伸びているので、都心部に一直線に向かう形で駅を設置することができ、さらに駅の最も都心側に駅舎を設置できる。

### 欠点
- 一方向からしか線路が来ないため、線路容量の余裕が少なくなり、通過式よりも効率が悪い。通過式の終着駅であれば一時的に進行方向の奥側にある引き上げ線に車両を留置してホーム運用効率化を図ることが出来るが、頭端式ホームでは行止まりのためそれが出来ない。用地の余裕が少ない都心部に位置することも多く、ホーム増設も困難が伴うが、2層式にして解決する場合（JR上野駅や小田急小田原線新宿駅等）もある[5]。
- 構造上線路の延伸や他路線との直通が困難。延伸する場合は通過式ホームを併設するか、頭端式ホームを廃止して改良工事、若しくは全く別の位置に駅を移設することになる（京王電鉄京王線の新宿駅に対する新線新宿駅、東急東横線の渋谷駅及び桜木町駅、近鉄難波線の大阪上本町駅の地下ホーム等）[5]。地下鉄と直通する場合、その路線の起終点とは別に路線の途中駅から分岐して乗入れさせる路線もある（西武有楽町線、近鉄京都線等）。
- 行止まり側の改札を出入りする場合は、行止まり側から離れる程歩行距離が長くなるため、混雑が行止まり側となる車両に偏る。そのため、車両を増結しても混雑緩和効果が低く、遅延原因となることもある。このためホームの中間部に階段等を設け、別に改札を設置することもある[5]。
- 安全上、停車前からかなり低速度に減速しておく必要があるので到着時間が遅くなる[5]。

## 頭端式ホームの状況

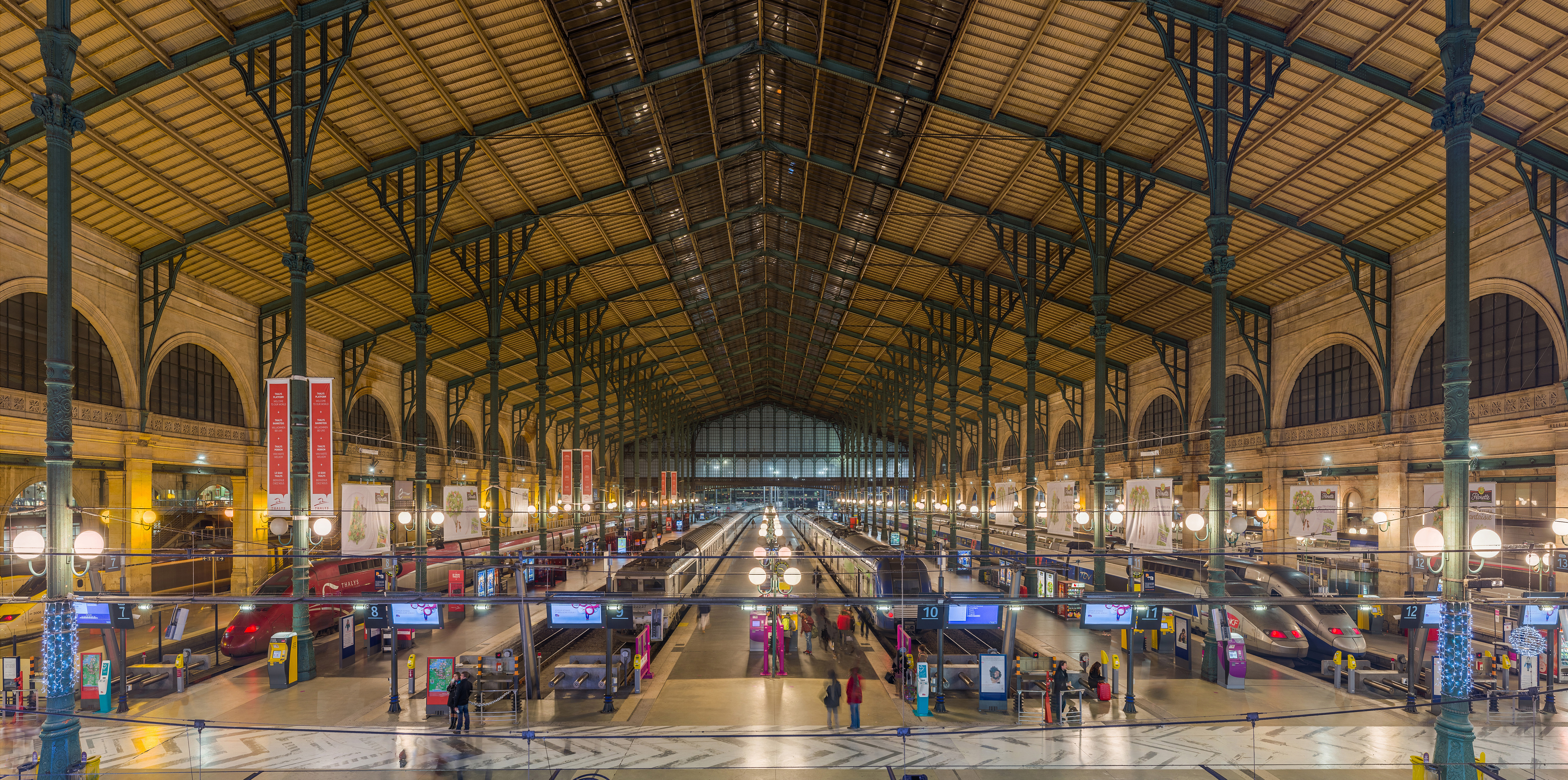
28線の規模のフランスパリ北駅

### ヨーロッパ
ヨーロッパでは、大都市のターミナル駅は大規模な頭端式ホームを備えた駅となっている場合が多い（キングス・クロス駅等）。ロンドン、パリなどでは、壮麗な駅舎を持つ大規模な頭端式ターミナル駅が方面別に複数あるが、これらは各方面に向かう路線を別々の鉄道会社が建設し、ターミナル駅は各社の顔となる駅として建設されたためである。また、ローマのテルミニ駅も頭端式の終着駅として名高い。

### 日本
日本では、発展期の鉄道建設が国策として行われたこともあり、国鉄時代から頭端式ホームの駅は非常に少ない。
また、将来の延長を見越した駅に限らず、港町など物理的に延長の不可能な終着駅においても機関車付替え及び機回しのため単式・島式複合ホーム（所謂国鉄型ホーム）が採用されることが多かった。当時の日本では動力集中方式の列車が多かったことや、1970年代頃までは国鉄の駅の多くは旅客と貨物双方を扱う一般駅だったため、終着駅においても機関車牽引列車が入線することが多かったことから、機回しの出来ない頭端式ホームは敬遠されていた。
国鉄末期において大規模な（3面以上の）頭端式ホームを有する駅は、上野駅（地上ホーム）、天王寺駅（阪和線ホーム）、高松駅などしかなく、中小の駅を含めても鶴見駅（鶴見線ホーム）、横須賀駅、湊町駅（現・JR難波駅）、可部駅、門司港駅など数える程しか残っていなかった。国鉄分割民営化以降、長崎駅や函館駅のように通過式ホームから頭端式ホームへの改造が行われた駅もある（長崎駅はその後再び島式化）。
私鉄では延長を見込んでいない路線が多いことや、上記の通り乗車客と降車客を分断できることから、頭端式ホームはごく一般的であり、大阪梅田駅（阪急)、難波駅（南海）、近鉄名古屋駅・京都駅・大阪上本町駅・大阪阿部野橋駅（いずれも近鉄）をはじめ、都心部のターミナルを中心に大小様々な頭端式ホーム駅が見られる。特に関西私鉄の駅に巨大な頭端式ホームの駅が多く見られる。しかし、東急東横線渋谷駅や京成本線京成上野駅、京阪本線天満橋駅・三条駅のように、駅移設、改築、地下鉄との直通運転にあわせて頭端式ホームを廃止する会社もある。名鉄名古屋駅などのように、以前から通過式ホームを採用した私鉄ターミナル駅も存在する。

## 頭端式ホームの例

### 日本
（旅客駅を対象とする。面線数は頭端式部分のみ）

#### 北海道地方
- 北海道旅客鉄道（JR北海道）
  - 函館本線 函館駅（4面8線）

#### 東北地方
- 東日本旅客鉄道（JR東日本）
  - 奥羽本線・陸羽西線・陸羽東線 新庄駅（4面4線）

#### 関東地方
- 東日本旅客鉄道（JR東日本）
  - 東北本線（宇都宮線・高崎線）・常磐線 上野駅（地平4面5線、高架2面3線、うち地平の1面は豪華列車専用ホーム）
    - かつての上野駅地上ホームは6面8線だったが、18 - 20番線が撤去された。
- 東武鉄道
  - 日光線 東武日光駅（3面5線）
- 西武鉄道
  - 池袋線 池袋駅（4面4線）
  - 狭山線 西武球場前駅（3面6線） - 普段は1面2線を使用し、それ以外は野球観戦客等輸送用として使用される。
- 東急電鉄
  - 池上線・東急多摩川線 蒲田駅（5面4線)

#### 中部地方
- 近畿日本鉄道
  - 名古屋線 近鉄名古屋駅（4面5線） - 地下駅
  - 志摩線 賢島駅（4面5線）

#### 近畿地方
- 西日本旅客鉄道（JR西日本）
  - 山陰本線・奈良線 京都駅（山陰本線側・3面4線、奈良線側・2面2線）
  - 阪和線 天王寺駅（5面5線） - 阪和線列車が発着する1 - 9番線が頭端式ホーム
- 阪急電鉄
  - 神戸本線・宝塚本線・京都本線 大阪梅田駅（10面9線） - 高架駅。京都線・宝塚線・神戸線各3線ずつ
- 阪神電気鉄道
  - 本線 大阪梅田駅（5面4線） - 地下駅
  - 本線 神戸三宮駅（2面3線） - 地下駅。中間駅。島式ホームだが主に快速急行が発着する2番線が頭端式
- 近畿日本鉄道
  - 大阪線 大阪上本町駅（6面5線） - 1970年3月より2024年3月15日までは7面6線であったが、大阪・関西万博開催用のバス乗り場への連絡通路設置工事により翌3月16日のダイヤ変更で3番線を使用停止し、廃止したため、1面1線分を縮小した（廃止された3番線は同日以降欠番）[6]。
  - 南大阪線 大阪阿部野橋駅（6面5線）
  - 京都線 京都駅（4面4線） - 高架駅
  - 奈良線 近鉄奈良駅（4面4線） - 地下駅
  - 吉野線 吉野駅（3面4線）
  - 天理線 天理駅（4面3線）
- 南海電気鉄道
  - 南海本線・（高野線） 難波駅（9面8線） - 高架駅。1 - 4番線は高野線、5番 - 8番は南海線
  - 高野線・鋼索線 極楽橋駅（高野線側・3面4線、鋼索線側・2面1線）

#### 中国地方
- 西日本旅客鉄道（JR西日本）
  - 宇野線 宇野駅（1面2線）
- 広島電鉄
  - 本線 広島駅（4面4線）
  - 宮島線 広電宮島口駅（4面4線）

#### 四国地方
- 四国旅客鉄道（JR四国）
  - 予讃線・高徳線 高松駅（4面9線）- 2番線は切欠きホーム

#### 九州地方
- 九州旅客鉄道（JR九州）
  - 鹿児島本線 門司港駅（2面4線）
    - 2020年3月27日までは長崎本線の長崎駅にも頭端式ホーム3面5線があった。

### 日本以外の国

#### イギリス
- ロンドン
  - パディントン駅
  - リバプール・ストリート駅
  - キングス・クロス駅
  - ロンドン・ヴィクトリア駅
  - ユーストン駅
- イーストボーン駅（2面4線）
- ブライトン駅（4面8線）

#### フランス
- パリ
  - 北駅
  - 東駅
  - リヨン駅
  - サン・ラザール駅
  - モンパルナス駅
  - オステルリッツ駅
  - ベルシー駅
- マルセイユ・サン・シャルル駅 - 南仏最大のターミナルで、TGV等多くの列車が当駅でスイッチバックする。
- リール＝フランドル駅
- オルレアン駅（フランス語版）
- トゥール駅 - リール、オルレアン、トゥールとも頭端式の駅の他に通過式の新駅があり、上記の駅には始発・終着列車のみ発着する。

#### ドイツ
- ドレスデン
  - ドレスデン中央駅（地平部分）
- フランクフルト
  - フランクフルト中央駅
- ハンブルク
  - ハンブルク゠アルトナ駅
- キール
  - キール中央駅（ドイツ語版）
- ライプツィヒ
  - ライプツィヒ中央駅
- ミュンヘン
  - ミュンヘン中央駅
- シュトゥットガルト
  - シュトゥットガルト中央駅（ドイツ語版）
- リンダウ
  - リンダウ島駅（ドイツ語版）

#### イタリア
- ローマ・テルミニ駅
- ミラノ中央駅
- ミラノ・カドルナ駅
- ミラノ・ポルタ・ガリバルディ駅
- ヴェネツィア・サンタ・ルチーア駅
- フィレンツェ・サンタ・マリア・ノヴェッラ駅 - ローマ - ミラノ間幹線ルート上にあり、当駅を経由する列車はスイッチバックを行う。
- トリノ・ポルタ・ヌオーヴァ駅（イタリア語版）
- ナポリ中央駅

#### オランダ
- デン・ハーグ
  - デン・ハーグ中央駅

#### オーストリア
- ウィーン
  - 西駅

#### スイス
- チューリッヒ
  - チューリッヒ中央駅

#### スペイン
- マドリード
  - アトーチャ駅
  - チャマルティン駅
  - プリンシペ・ピオ駅（スペイン語版）
- バルセロナ
  - フランサ駅
- セビリャ
  - サンタ・フスタ駅（スペイン語版）

#### ポルトガル
- リスボン
  - サンタ・アポローニャ駅
  - ロシオ駅
  - カイス・ド・ソドレ駅 (CP)
- ポルト
  - サン・ベント駅（ポルトガル語版）

#### ハンガリー
- ブダペスト
  - ブダペスト東駅
  - ブダペスト西駅
  - ブダペスト南駅

#### エストニア
- タリン
  - バルト駅

#### ノルウェー
- オスロ
  - オスロ中央駅

#### スウェーデン
- ストックホルム
  - ストックホルム中央駅

#### フィンランド
- ヘルシンキ
  - ヘルシンキ中央駅

#### ルーマニア
- ブカレスト
  - ブカレスト北駅

#### ロシア
- 沿海地方アルチョーム
  - クネヴィッチ駅

#### トルコ
- イスタンブール
  - シルケジ駅 - ヨーロッパ側
  - ハイダルパシャ駅 - アジア側

#### インド
- ムンバイ
  - チャトラパティ・シヴァージー・ターミナス駅（18面、世界遺産）
- コルカタ（ハウラー）
  - ハウラー駅（英語版）（23面26線、一部通過式）
- チェンナイ
  - チェンナイ中央駅

#### スリランカ
- ゴール
  - ゴール駅

#### タイ
- バンコク
  - フワランポーン駅

#### インドネシア
- タンゲラン
  - スカルノ・ハッタ国際空港駅

#### 中華人民共和国
- 北京市
  - 北京北駅
  - 北京駅
- 重慶市
  - 重慶駅
- 上海市
  - 竜陽路駅の上海トランスラピッド
- 広東省広州市
  - 林和西駅（APM線）
- 山東省青島市
  - 青島駅
- 遼寧省瀋陽市
  - 瀋陽北駅
- 吉林省長春市
  - 長春駅（長春軌道交通3号線・旧駅）
- 香港特別行政区
  - 香港西九龍駅
  - 山頂駅
  - 中環総駅
  - 昂坪駅

#### 大韓民国
- 木浦市
  - 木浦駅
- 仁川広域市
  - 仁川駅
- ソウル特別市
  - 水西駅

#### 朝鮮民主主義人民共和国
- 海州市
  - 海州青年駅

#### アメリカ合衆国
- ニューヨーク
  - グランド・セントラル駅（44面67線）
    - グランド・セントラル-42丁目駅・42丁目シャトルのりば（2面3線）
- シカゴ
  - ユニオン駅
  - ラサール・ストリート駅
  - ミレニアム駅
  - シカゴ・Lブルーライン（英語版） オヘア空港駅（2面3線）
- デンバー
  - ユニオン駅（5面8線）
- ロサンゼルス
  - ユニオン駅
- サンフランシスコ
  - バート サンフランシスコ国際空港駅（2面3線）
  - カルトレイン 4th and King駅（英語版記事）（6面12線）

#### カナダ
- ケベック州ケベック・シティー
  - パレ駅